# Classe Zhuk
Progetto 1400 Grif, o classe Zhuk secondo la nomenclatura NATP, è la designazione di una serie di piccoli pattugliatori costruiti dall'Unione Sovietica tra il 1969 e il 1990. Ottimizzate, come già le classe Stenka - Progetto 205M, per le esigenze del KGB, sono unità idonee al pattugliamento dei litorali ma armate in maniera piuttosto pesante, con un impianto binato di mitragliere da 14,5 mm KPV.
Oltre alla trentina di unità costruite per il KGB, altre sono state esportate in varie nazioni amiche dall'Algeria e allo Yemen, con una maggiore diffusione nella marina di Cuba (40 unità).